# Zeche Einigkeit
Die Zeche Einigkeit entstand im Jahr 1827 durch Konsolidation aus elf kleinen Bergwerken im Raum Essen-Steele, um mit vereinten Mitteln einen neuen Stollen anzulegen. Die erste Betriebsphase dauerte bis 1835.
Im Jahr 1837 wurde ein weiterer neuer Stollen direkt an der Straße von Steele nach Bochum, der heutigen Bochumer Landstraße, angesetzt. Nach 1840 wurden auf diesen Stollen zwei Schächte vorgetrieben, um die oberhalb gelegenen Vorräte abzubauen. Diese Maßnahme zahlte sich aus, denn 1842 war die Jahresförderung auf 5.000 Tonnen gestiegen. Die Bochumer Landstraße reichte zum Kohletransport nicht mehr aus, also wurde bis 1855 ein 300 Meter langer Schiebeweg zum Kohlenmagazin am Ufer der Ruhr angelegt. Nachdem die Kohlevorräte erschöpft waren, wurde die Zeche Einigkeit erneut konsolidiert und ging im Jahre 1856 in der späteren Zeche Eintracht Tiefbau auf.